# George Antonysamy

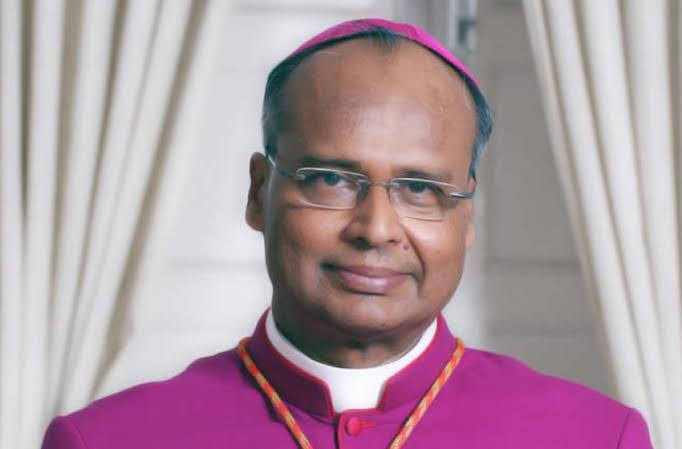
George Antonysamy, 2021

George Antonysamy (* 15. Februar 1952 in Tiruchy, Tamil Nadu, Indien) ist ein indischer Geistlicher und römisch-katholischer Erzbischof von Madras-Mylapore.

## Leben
George Antonysamy empfing am 19. November 1980 die Priesterweihe.
Papst Benedikt XVI. ernannte ihn am 4. August 2005 zum Titularerzbischof von Sulci und zum Apostolischen Nuntius in Guinea, Liberia und Gambia. Die Bischofsweihe spendete ihm der Erzbischof von Bombay, Ivan Kardinal Dias, am 21. September desselben Jahres; Mitkonsekratoren waren Antony Devotta, Bischof von Tiruchirapalli, und Kurienbischof Henryk Hoser SAC. Am 20. September 2005 wurde er zudem zum Apostolischen Nuntius in Sierra Leone ernannt. Von seinem Amt als Apostolischer Nuntius in Guinea trat er am 8. September 2008 zurück.
Am 21. November 2012 wurde er zum Erzbischof von Madras-Mylapore ernannt.
Am 17. November 2020 ernannte ihn Papst Franziskus zum Mitglied der Kongregation für die Evangelisierung der Völker.